# فهرست فرودگاه‌های رئونیون
این مقاله شامل فهرست فرودگاه‌های رئونیون است که بر پایهٔ مکان قرارگیری آن‌ها مرتب شده است.

## فرودگاه‌ها
| مکان                         | ایکائو | یاتا | نام فرودگاه        | کاربری |
| ---------------------------- | ------ | ---- | ------------------ | ------ |
| سن-دونی، رئونیون / Gillot    | FMEE   | RUN  | فرودگاه رولاند گرو | همگانی |
| سن پیر رئونیون / Pierrefonds | FMEP   | ZSE  | فرودگاه پییرفوندز  | همگانی |